# Столкновение двух Ил-76 над заливом Сиваш

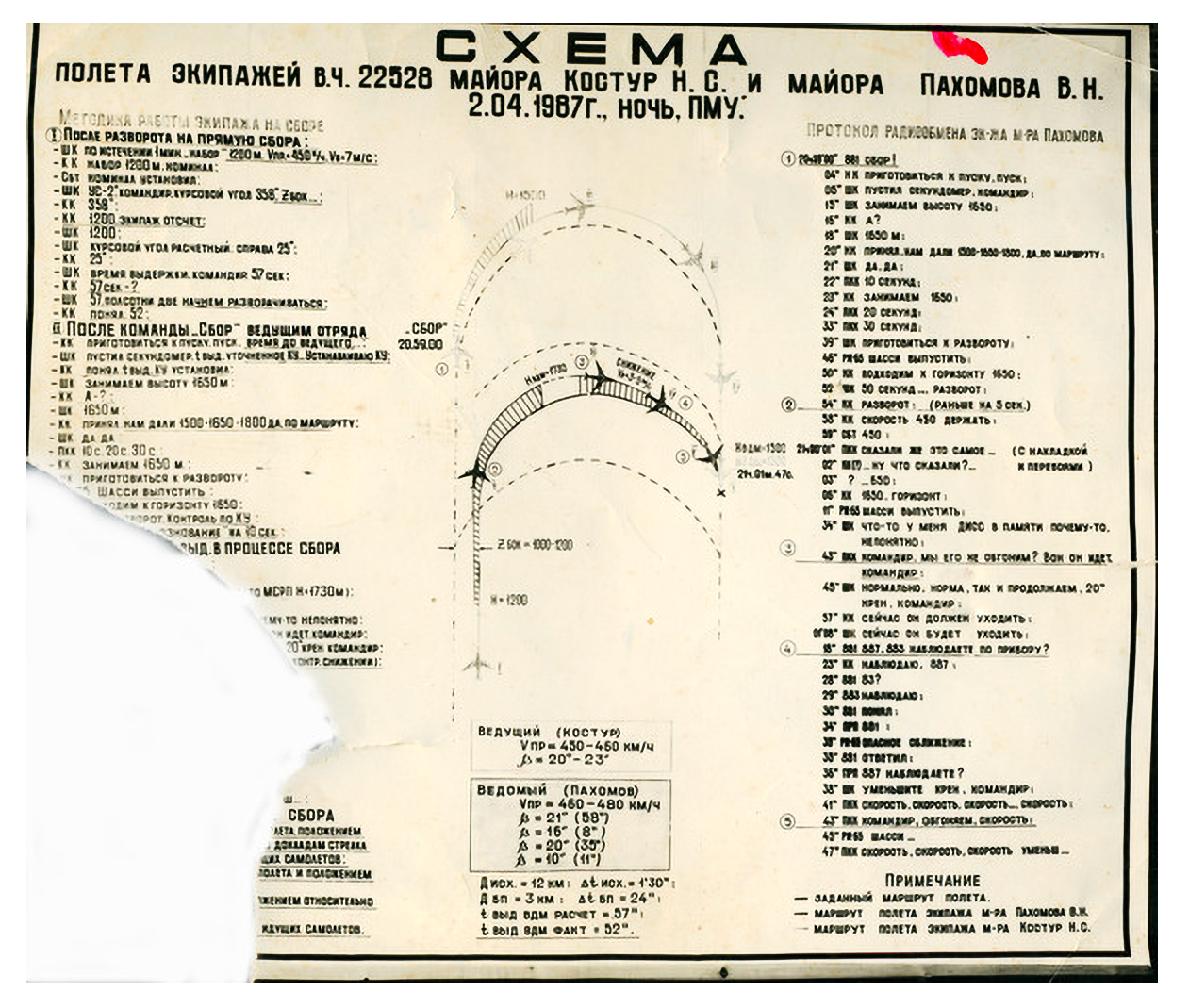
Схема полета

В ночь четверга 2 апреля 1987 года в небе над заливом Сиваш столкнулись два Ил-76МД, в результате чего погибли 16 человек.

## Катастрофа
Ночью 2 апреля 1987 года, простые метеорологические условия (ПМУ), с базового аэродрома Джанкой вылетела группа из трёх Ил-76, принадлежащих 369-му военно-транспортному авиационному полку:
- Ведущий — 76685 (заводской — 0063468037, серийный — 51-10[2]), командир корабля майор Н. С. Костур
- Первый ведомый — 76679 (заводской — 0063467014, серийный — 51-04[3]), командир корабля майор В. Н. Пахомов
- Второй ведомый — 76684 (заводской — 0063468036, серийный — 51-09[4]), командир корабля капитан Аристов, инструктор подполковник Ганеев (командир 1-й авиационной эскадрильи)

После взлёта самолёты стали собираться для отработки выполнения боевого порядка «отряд в змейке» (зигзагом). Для этого требовалось выполнить левый разворот на 90°, поднявшись при этом до 1200 метров, далее разогнаться до 450 км/ч, пролететь в точку начала сбора за фиксированное время и далее развернуться на 180° с набором эшелонов 1500—1650—1800 метров. Первый ведомый (борт 76679) следовал в километре правее линии полёта и со скоростью 455 км/ч. После команды «сбор» экипаж за 40 секунд поднялся до высоты 1260 метров, а затем со скоростью 460 км/ч за 52 секунды, вместо расчётных 57, поднялся до высоты 1710 метров, вместо требуемых 1650, после чего начал выполнять разворот для сбора. Хотя самолёт летел с опережением расчётного времени, экипаж не стал исправлять данную ошибку и выполнил разворот за 58 секунд, а затем уже опустился до 1500 метров.
После снижения борт 76679 разогнался до 480 км/ч, когда вскоре сработал речевой информатор «опасное сближение». Но экипаж не стал предпринимать никаких мер. Через 14 секунд в 21:02 на высоте 1500 метров 679-й врезался в 685-го (ведущий). От удара оба самолёта взорвались и упали в воды Сиваша. Все 16 человек в обоих самолётах (по 8 членов экипажа в каждом) погибли.

## Причины
По мнению комиссии, катастрофа произошла из-за грубого нарушения экипажем ведомого борта 76679 полётного задания, а также вследствие плохих организации, руководства и управления полетами.